# Vicht-Breinigerberg
Vicht-Breinigerberg is een woonplaats in Duitsland. Het plaatsje telt 42 inwoners (31 december 2005) en is het kleinste district van Stolberg in de Duitse provincie Noordrijn-Westfalen. In het plaatsje is de snelwegkruising tussen de snelwegen L 12 en L 238.
Busverbindingen heeft het plaatsje met Vicht, Mausbach, Gressenich, Stolberg-centrum, Roetgen, Röthgen, Eschweiler-centrum en Aken.